# Entacapona
La entacapona es un inhibidor periférico y específico de la enzima  catecol-O-metiltransferasa  (COMT), que es la encargada de la degradación e inactivación de las catecolaminas (l-dopa, dopamina, adrenalina, noradrenalina, dobutamina).
En la enfermedad de parkinson se indica en las fases avanzadas para prolongar los beneficios clínicos de la levodopa, disminuir las discinesias y  el fenómeno on-off.  El fármaco se administra en un medicamento combinado que contiene levodopa y carbidopa.

## Mecanismo de Acción
El mecanismo de acción de la entacapona es a través de su capacidad para inhibir la COMT y alterar la farmacocinética plasmática de la levodopa. Cuando la entacapona se administra junto con la levodopa y un inhibidor de la descarboxilasa de aminoácidos aromáticos, como la carbidopa, los niveles plasmáticos de levodopa son mayores y más sostenidos que después de la administración de levodopa y un inhibidor de la descarboxilasa de aminoácidos aromáticos solo. Se cree que, con una frecuencia dada de administración de levodopa, estos niveles plasmáticos más sostenidos de levodopa resultan en una estimulación dopaminérgica más constante en el cerebro, lo que lleva a mayores efectos sobre los signos y síntomas de la enfermedad de Parkinson.

## Farmacocinética

### Vías de administración
Entacapona se administra por vía oral y simultáneamente con cada dosis de levodopa/carbidopa o con cada dosis de levodopa/benserazida. Entacapona puede utilizarse con preparados convencionales de levodopa. La entacapona se administra por vía oral en una dosis de 200 mg al mismo tiempo que cada dosis de levodopa con inhibidor de la dopa-descarboxilasa, hasta un máximo de 200 mg diez veces al día. A menudo es necesario reducir gradualmente la dosis de levodopa en aproximadamente un 10 a 30% durante las primeras semanas después de iniciar el tratamiento con entacapona; este efecto puede ser más pronunciado en presencia de benserazida que de carbidopa.
Presentaciones farmacéuticas
Existen varias presentaciones de medicamentos que combinan levodopa con benserazida y entacapona,  Sin embargo, según el INVIMA, que es el Instituto Nacional de Vigilancia de Medicamentos y Alimentos en Colombia,  para este producto nos podemos encontrar con  estos medicamentos que están compuestos por levodopa,  carbidopa y entacapona:
-CARLEVEN: tabletas recubiertas.
-STALEVO ® 125/31.25/200 MG comprimidos recubiertos con película.

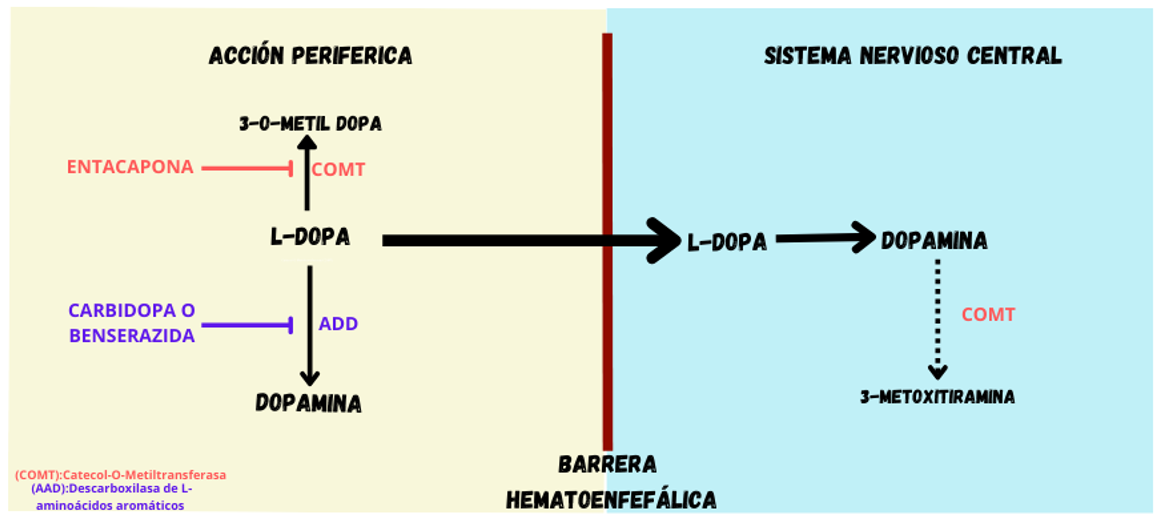
MECANISMO DE ACCIÓN

-COMTADE ® 200 MG comprimido recubierto.
-STALEVO ® 150MG/37.5MG/200MG tabletas recubiertas con película.

### Absorción
La concentración plasmática máxima (Cmáx.) Se alcanza una hora después de la ingestión de un comprimido de 200 mg de entacapona.  El fármaco tiene un extenso metabolismo de primer paso hepático y su biodisponibilidad es de 35%. Los alimentos no afectan en grado significativo a la absorción de entacapona.

### Distribución

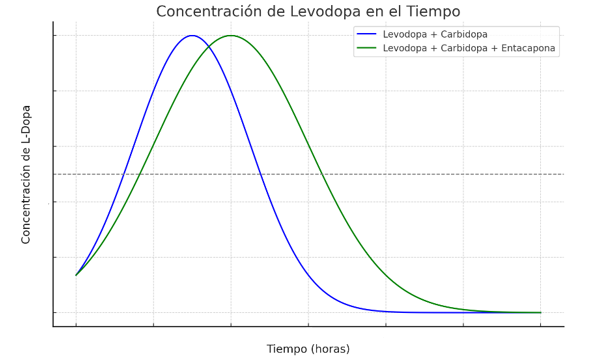
CONCENTRACIÓN DE LEVODOPA: La línea azul muestra un pico de concentración que disminuye rápidamente, mientras que la verde, muestra una concentración que se mantiene elevada durante más tiempo antes de disminuir, debido al efecto prolongador de la entacapona.

Se distribuye rápidamente en los tejidos periféricos con un volumen de distribución de 20 litros en estado estacionario. 
El  entacapona se une a proteínas plasmáticas en un 98%, principalmente a la albúmina. Sin embargo, en concentraciones terapéuticas no desplaza a ningún fármaco extensamente unido (p. ej., warfarina, ácido salicílico, fenilbutazona o diazepam), ni tampoco se ve desplazada de manera significativa por ninguno de estos fármacos en concentraciones iguales o superiores a las terapéuticas. El volumen de distribución es de 181 litros.

### Metabolismo y metabolitos
La entacapona se metaboliza casi por completo antes de la excreción y solo una cantidad muy pequeña (0,2% de la dosis) se encuentra inalterada en la orina. La principal vía metabólica es la isomerización al isómero cis, el único metabolito activo. Una pequeña porción de entacapona, representada por el isómero E, se convierte en el isómero Z. El isómero E es responsable del 95% del AUC de la entacapona. El isómero Z y otros metabolitos minoritarios constituyen el 5% restante.
Los datos de los estudios in vitro con preparados de microsomas hepáticos humanos indican que la entacapona inhibe la forma CYP2C9 del citocromo P450 (IC50 ~ 4 µM). Entacapona inhibe poco o nada otras formas de P450 (CYP1A2, CYP2A6, CYP2D6, CYP2E1, CYP3A y CYP2C19) 
Excreción
La entacapona y el isómero cis se eliminan en la orina como conjugados de glucurónido. Los glucurónidos representan el 95% de todos los metabolitos urinarios (70% como glucurónidos progenitores y 25% como glucurónidos de isómero cis). El conjugado glucurónido del isómero cis está inactivo. Después de la administración oral de una dosis de entacapona marcada con la marca C, el 10% del progenitor marcado y el metabolito se excreta en la orina y el 90% en las heces.

## Estudios Clínicos
La enfermedad de Parkinson es un trastorno neurodegenerativo crónico y progresivo caracterizado por la degeneración de las neuronas dopaminérgicas en la sustancia negra pars compacta del mesencéfalo. Esta pérdida neuronal resulta en síntomas motores como temblor, bradicinesia y rigidez muscular, junto con la disminución del movimiento espontáneo y otras manifestaciones como rostros en forma de máscara, balanceo restringido de los brazos, marcha lenta y pérdida de reflejos posturales. El diagnóstico se basa en los signos y síntomas clínicos, que generalmente aparecen cuando se ha perdido entre el 70% y el 80% de las neuronas dopaminérgicas estriadas.
La entacapona es un inhibidor potente, específico y reversible de la catecol-o-metiltransferasa (COMT), que se administra como tratamiento adyuvante en pacientes con enfermedad de Parkinson que experimentan fluctuaciones motoras a pesar de la terapia óptima con levodopa y un inhibidor de la dopa descarboxilasa. Los estudios clínicos han demostrado de manera consistente que la entacapona aumenta significativamente el tiempo de "On" diario y reduce el tiempo de "Off" en comparación con el placebo. En un periodo de tratamiento de 6 meses, se observó un incremento del tiempo de "On" de aproximadamente 1 a 1.2 horas diarias, así como una reducción del tiempo de "Off" en aproximadamente 1.2 horas diarias en comparación con el placebo.
Además, la entacapona ha mostrado capacidad para reducir la dosis media diaria de levodopa necesaria, lo que puede contribuir a minimizar los efectos secundarios asociados con dosis altas de levodopa. Aunque bien tolerada en general, los eventos adversos más comunes incluyen fenómenos dopaminérgicos como discinesia, náuseas, diarrea, estreñimiento, dolor abdominal y decoloración de la orina, reportados en estudios clínicos de hasta 12 meses de duración.
La entacapona representa una opción terapéutica eficaz y segura para mejorar el control motor y la calidad de vida en pacientes con enfermedad de Parkinson avanzada, respaldada por su capacidad demostrada para prolongar la eficacia de la levodopa y reducir las fluctuaciones motoras, asegurando así un manejo más efectivo de los síntomas motores de la enfermedad.

## Contraindicaciones
Hipersensibilidad al principio activo o a alguno de los excipientes.Está contraindicado el uso concomitante de entacapona e inhibidores no selectivos de la monoaminooxidasa (MAO-A y MAO-B) (por ejemplo. fenelzina, tranilcipromina). Está contraindicado el uso concomitante de un inhibidor selectivo de la MAO-A más un inhibidor selectivo de la MAO-B y entacapona. Historia previa de Síndrome Neuroléptico Maligno (SNM) y/o rabdomiolisis no traumática. 

## Advertencias y precauciones especiales de empleo
Debido a su mecanismo de acción, la entacapona puede interferir en el metabolismo de medicamentos que contienen un grupo catecol y potenciar su acción. Así pues, entacapona se administrará con precaución a pacientes tratados con fármacos metabolizados por la catecol-O-metiltransferasa (COMT), por ejemplo el rimiterol, isoprenalina, adrenalina, noradrenalina, dopamina, dobutamina, alfa-metildopa y apomorfina. 
Entacapona se administra siempre en asociación al tratamiento con levodopa. Esto quiere decir que, las precauciones válidas para el tratamiento con levodopa deberán tenerse en cuenta también en el tratamiento con entacapona. Entacapona aumenta la biodisponibilidad de levodopa de los preparados levodopa/carbidopa. Consecuentemente, los efectos dopaminérgicos indeseables pueden ser más frecuentes cuando se añade entacapona al tratamiento con levodopa/benserazida. Para reducir los efectos adversos dopaminérgicos relacionados con levodopa a menudo es necesario ajustar la dosis de levodopa desde los primeros días hasta las primeras semanas después de iniciar el tratamiento con entacapona de acuerdo con la situación clínica del paciente

## Efectos Adversos
| CATEGORÍA          | EFECTOS ADVERSOS                                                                                               |
| General            | -Común (1% a 10%): Fatiga, dolor abdominal. -Poco común (0.1 % a 1 %): Malestar general.                       |
| Cardiovascular     | -Poco común (0.1 % a 1 %): Hipotensión ortostática, palpitaciones, eventos cardiovasculares.                   |
| Hematológico       | -Raro (menos del 0.1%): Trombocitopenia, leucopenia                                                            |
| Hepatológico       | -Raro (menos del 0.1%):Aumento de enzimas hepáticas, hepatotoxicidad, hepatitis colestásica.                   |
| Local              | -Común (1% a 10%): Irritación gastrointestinal                                                                 |
| Dermatológico      | -Poco común (0.1 % a 1 %):Rash, prurito, urticaria, cambios en el color de la piel, cabello, barba y uñas.     |
| Inmunológico       | -Raro (menos del 0.1%):Reacciones alérgicas, angioedemas.                                                      |
| Respiratorio       | -Poco común (0.1 % a 1 %):Disnea, broncoespasmo.                                                               |
| Genitourinario     | -Poco común (0.1 % a 1 %):Retención urinaria, disuria. -Raro (menos del 0.1%): Aumento de deseos sexuales.     |
| Psiquiátrico       | -Poco común (0.1 % a 1 %):Confusión, insomnio. Muy raro (menos del 0.01%): Alucinaciones                       |
| Sistema nervioso   | -Común (1% a 10%): Mareos, cefalea. -Poco común (0.1 % a 1 %): Temblor.                                        |
| Musculoesquelético | -Poco común (0.1 % a 1 %): Espasmos musculares. Muy raro (menos del 0.01%): Debilidad muscular, rabdomiólisis. |
| Otros              | -Muy raro (menos del 0.01%):Síndrome neuroléptico maligno.                                                     |

## Embarazo y lactancia
Riesgo de Embarazo Categoría C
Embarazo.
No se observaron efectos evidentes teratogénicos o fetotóxicos primarios en estudios en animales en los que los niveles de exposición a entacapona fueron marcadamente superiores a los niveles de exposición terapéutica. Al no haber experiencia en mujeres embarazadas entacapona no debe utilizarse durante el embarazo. 
Lactancia.
En estudios en animales entacapona se excretan en la leche. Se desconoce la seguridad de la entacapona en los niños. Las mujeres no deben amamantar a sus hijos durante el tratamiento con entacapona. 

## Interacciones
| Medicamento                               | Interacción                                                | Efecto                                                                    | Gravedad | Manejo                                                                                     |
| Levodopa/Carbidopa                        | Aumenta la biodisponibilidad y los efectos de la levodopa. | Aumento de discinesia, náuseas, vómitos, mareos, hipotensión ortostática. | Moderada | Monitorear y ajustar la dosis de levodopa/carbidopa si es necesario.                       |
| Selegilina                                | Posible aumento de las reacciones adversas dopaminérgicas. | Discinesia, náuseas, vómitos, mareos, alucinaciones.                      | Leve     | Monitorear y ajustar la dosis de entacapona o selegilina si es necesario.                  |
| Amantadina                                | Posible aumento de las reacciones adversas dopaminérgicas. | Discinesia, náuseas, vómitos, mareos, alucinaciones.                      | Leve     | Monitorear y ajustar la dosis de entacapona o amantadina si es necesario.                  |
| Inhibidores de la monoaminooxidasa (IMAO) | Riesgo de síndrome serotoninérgico.                        | Agitación, temblor, hipertermia, sudoración, confusión, diarrea.          | Grave    | Evitar la coadministración.                                                                |
| Antidepresivos tricíclicos                | Posible aumento de las reacciones adversas dopaminérgicas. | Discinesia, náuseas, vómitos, mareos, alucinaciones.                      | Leve     | Monitorear y ajustar la dosis de entacapona o antidepresivo tricíclico si es necesario.    |
| Anticoagulantes                           | Posible aumento del riesgo de sangrado.                    | Sangrado nasal, hematomas, sangrado gastrointestinal.                     | Moderada | Monitorear el tiempo de coagulación y ajustar la dosis del anticoagulante si es necesario. |
| Hierro                                    | Disminuye la absorción de entacapona.                      | Reducción de la eficacia de la entacapona.                                | Leve     | Tomar entacapona y hierro con al menos 2 horas de diferencia.                              |

## Sobredosis
No se han registrado casos de sobredosis con entacapona. La dosis máxima de entacapona administrada en humanos ha sido de 2400 mg al día. El tratamiento de la sobredosificación aguda es sintomático.